# Уманська зоря
«Уманська зоря» — щотижнева міськрайонна громадсько-політична газета міста Умань та Уманського району Черкаської області. Виходить щоп'ятниці на 8-ми сторінках.

## Історія
Газета заснована у 1919 році як «Известия военно-революционного комитета г. Умани» («Вісті уманського ревкому»). Носила назви «Робітничо-селянська правда», «Селянська правда» та «Колгоспна правда». З 10 вересня 1944 року — «Уманська зоря».

### 1919—1920
Перший номер «Известий военно-революционного комитета г. Умани» вийшов 11 березня 1919 року, в той же день, що Умань була захоплена більшовиками. Це була щоденна газета. Вже 11 квітня 1919 року уманський ревком передав владу Раді робітничих депутатів, й газета не пізніше 13-го номера (від 1 травня) змінила назву на «Известия исполкома Советов рабочих депутатов г. Умани». 22-й номер (24 травня) вийшов під назвою «Известия исполкома Совета рабочих и кресгьянских депутатов г. Умани», а 42-й (17 червня) — «Известия исполкома Совета рабочих и крестьянских депутатов Уманщини». 3 23 до 27 липня газета змінила назву на «Красная правда» та почала нумерацію наново: вийшли 1-5 номери. Втім уже 8 серпня більшовики залишили Умань під натиском Армії УНР. 2 вересня Червона армія знову захопила місто, а 24 вересня знову віддала його, на цей раз Добровольчій армії генерала Денікіна. Більшовики змогли знову взяти Умань лише 15 січня 1920 року та відразу відновили вихід газети під назвою «Вісті Уманського ревкому» (відомі номери 94-137, 30 травня — 21 липня 1920), а потім — «Вісті ревкому і парткому Уманщини» (номери 163—208, 21 серпня — 20 жовтня).
З січня 1921 року уманська газета виходила під назвою «Вісті», у серпні-вересні 1921 — «Вісті повітвиконкому і повіткому КП/б/У Уманщини».
З 26 червня по 6 липня 1921 року газета не виходила через реорганізацію місцевих органів влади. З 23 грудня 1921 року до 1 квітня 1922 року знову не виходила через об'єднання 8 уманських друкарень в єдину державну.

### 1922—1941
З 1922 року газета мала назву «Робітничо-селянська правда». Назва видання була українська, підзаголовок російський, тексти друкувалися обома мовами. У 1925 році вийшов додаток до газети «Бюлетень 9-го окружного з'їзду Рад».
У грудні 1923 року в тодішній газеті «Робітничо-селянська правда» два молоді уманські письменники Володимир Штангей та Михайло Шульга-Шульженко проголосили створення уманської філії Спілки селянських письменників «Плуг».
У 1926—1931 роках виходила під назвою «Селянська правда», тричі на тиждень. Публікувалися також додатки до газети, присвячені сільськогосподарським порадам, посівній кампанії, збиранню врожаю, громадсько-політичним подіям, постановам виконавчого комітету місцевої ради тощо. Відомі додатки:
- Державне страхування (січень 1927)
- За підвищення врожайності (січень 1929)
- Кооперативний бюлетень (додаток до № 74, 1927)
- На зміну (стінгазета, присвячена призову до армії, вересень 1927)
- Порадник селянина навесні (стінгазета, 1927).

У 1929 році на шпальтах газети проводилися «Заочні сільськогосподарські курси», друкувався розділ «Куток рабселькора». У видавництві «Селянської правди» виходили брошури «Бібліотеки «Сельправди».
У 1932 році стала називатися «Колгоспна правда».
1 серпня 1941 року німецькі війська увійшли в Умань, тому випуск «Колгоспної правди було припинено».

### 1944—1991
Після відновлення в Умані радянської влади 1 травня 1944 року знову почала виходити газета «Колгоспна правда». З № 38 за 1944 рік газета змінила назву на «Уманська зоря».
У 1950-х роках виходила тричі на тиждень. 
У 1972 році газета проводила обговорення щодо побудови пам'ятника повстанню «Коліївщина» 1768 року в Умані. Пропонувався макет авторства скульптора Івана Гончара, проте за радянських часів пам'ятник так і не побудували.
Засновниками газети були Уманська міська рада та Уманська районна рада. За радянських часів газета була контрольована комуністичною владою, зокрема 19-20 серпня 1991 року опублікувала всі заяви та укази ГКЧП. З іншого боку під час «перебудови» газета друкувала й оголошення про мітинг в Умані пам'яті жертв Голодомору (лютий 1990).

## Відомі автори газети
У газеті за час її існування публікувалися історики, краєзнавці, громадські діячі. З 1958 року на її шпальтах публікувала статті й нариси громадська діячка та перекладачка Надія Суровцова, яка повернулася до Умані після заслання в радянські табори. 1957 року в газеті проходив журналістську практику студент В'ячеслав Чорновіл, який написав декілька статей до газети. У 1992 році з публіцистичною статтею в «Уманській зорі» виступив дисидент Василь Білоус.
Позаштатним кореспондентом газети довгий час після повернення в Умань у 1956 році був історик та краєзнавець Григорій Храбан.
Перші власні вірші в газеті опублікував 1975 року поет та письменник Віктор Мельник.